# Euro (znak)

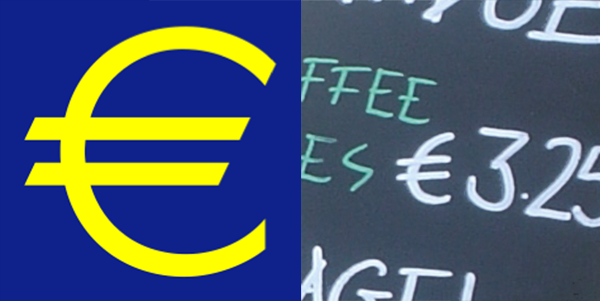
Znak euro; logotyp i zapis ręczny

Znak euro (€) – abrewiatura do oznaczania waluty euro, która jest oficjalnie stosowana w strefie euro w Unii Europejskiej. Projekt znaku został zaprezentowany opinii publicznej przez Komisję Europejską 12 grudnia 1996 roku. Międzynarodowy trzyliterowy kod (zgodnie ze standardem ISO 4217) dla euro to EUR.

## Projekt

Oficjalna konstrukcja graficzna logo euro

Znak euro został tak zaprojektowany aby jego struktura była podobna do wcześniejszego znaku europejskiej jednostki monetarnej ₠. Z zaprezentowanych początkowo dziesięciu propozycji na podstawie publicznej ankiety pozostawiono dwie. Decydujący wybór pozostawiono Komisji Europejskiej. Ostatecznie wybrano projekt zaproponowany przez zespół czterech ekspertów, których tożsamości nie ujawniono. Zakłada się, że zwycięzcą został belgijski projektant/grafik Alain Billiet i to jego uznaje się za twórcę znaku.

Inspiracją dla symbolu € była grecka litera epsilon (Є) – odniesienie do kolebki europejskiej cywilizacji – i pierwsza litera słowa Europa, przecięta przez dwie równoległe linie aby „poświadczyć” stabilność euro.

Oficjalna wersja historii projektowania znaku euro jest kwestionowana przez Arthura Eisenmengera, byłego głównego projektanta grafik dla Europejskiej Wspólnoty Gospodarczej, który twierdzi, że wpadł na pomysł symbolu euro wcześniej niż Komisja Europejska.
Komisja Europejska dokładnie określiła proporcje i kolory logo euro stosowanych w materiałach publicystycznych dotyczących wprowadzania euro, jednak projektanci czcionek projektują własne warianty znaku.

## Zapis cyfrowy

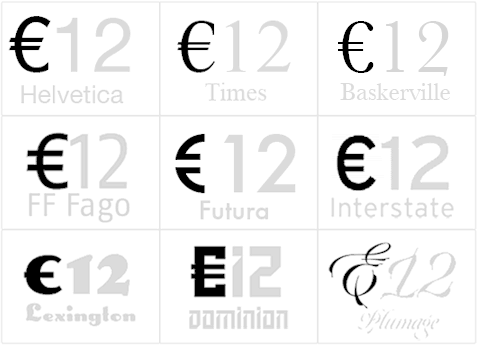
Znak euro w różnych odmianach pisma

Sposób uzyskania znaku euro na komputerze zależy od systemu operacyjnego i zwyczajów narodowych. Niektóre firmy wytwarzające telefony komórkowe wydały tymczasową aktualizację oprogramowania zawierającego specjalny zestaw znaków SMS zastępujący rzadko używany znak jena, przez znak euro. Telefony wyprodukowane później miały oba znaki walut.
Euro jest reprezentowane w zestawie znaków Unicode 2.1 z maja 1998 r. pod nazwą EURO SIGN na pozycji kodowej U+20AC (dziesiętnie 8364) jak również w uaktualnionych wersjach kodowań znaków typu Latin. W HTML można stosować encję &euro;. Encja ta była wprowadzona dopiero w HTML 4.0, wkrótce po zaprezentowaniu euro, i wiele przeglądarek nie było w stanie jej wyświetlać . Alternatywną metodą uzyskania znaku w HTML było &#128; , gdyż kod 128 (80 szesnastkowo) jest kodem znaku euro w większości stron kodowych Windows 125x.
Niejawne kodowanie znaków wraz z faktem, że kod znaku euro jest różny w powszechnie stosowanych schematach kodowań doprowadził do wielu problemów w wyświetlaniu znaku w aplikacjach komputerowych. Nie było problemów, gdy stosowany był tylko jeden system operacyjny (zawierający uaktualnione czcionki z dostępnym odpowiednim glifem). W środowiskach mieszanych często dochodziło do błędów . Jednym z przykładów może być system zarządzania treścią, w którym artykuły były przechowywane w bazie danych stosującej inny sposób kodowania znaków niż komputer, na którym dokonywana była edycja danych. Innym przykładem może być „odziedziczone oprogramowanie” (ang. legacy software) obsługujące tylko stary sposób kodowania znaków np. ISO 8859-1, w którym nie ma znaku euro. W takim wypadku dochodziło do konwersji znaków, często powodującej błędną zamianę, w wyniku której zamiast znaku euro wyświetlany był na przykład pytajnik (?).
Należało przeto zwrócić szczególną uwagę, aby uniknąć zamiany istniejącego, przestarzałego symbolu waluty na znak euro. Mogło to bowiem skutkować pojawieniem się różnych znaków waluty u nadawcy i odbiorcy poczty lub strony internetowej, co mogło powodować niejednoznaczności przy podejmowaniu decyzji biznesowych.
W systemie operacyjnym Windows z układem klawiatury polski (programisty) znak € można uzyskać używając kombinacji klawiszy AltGr+U.

## Stosowanie

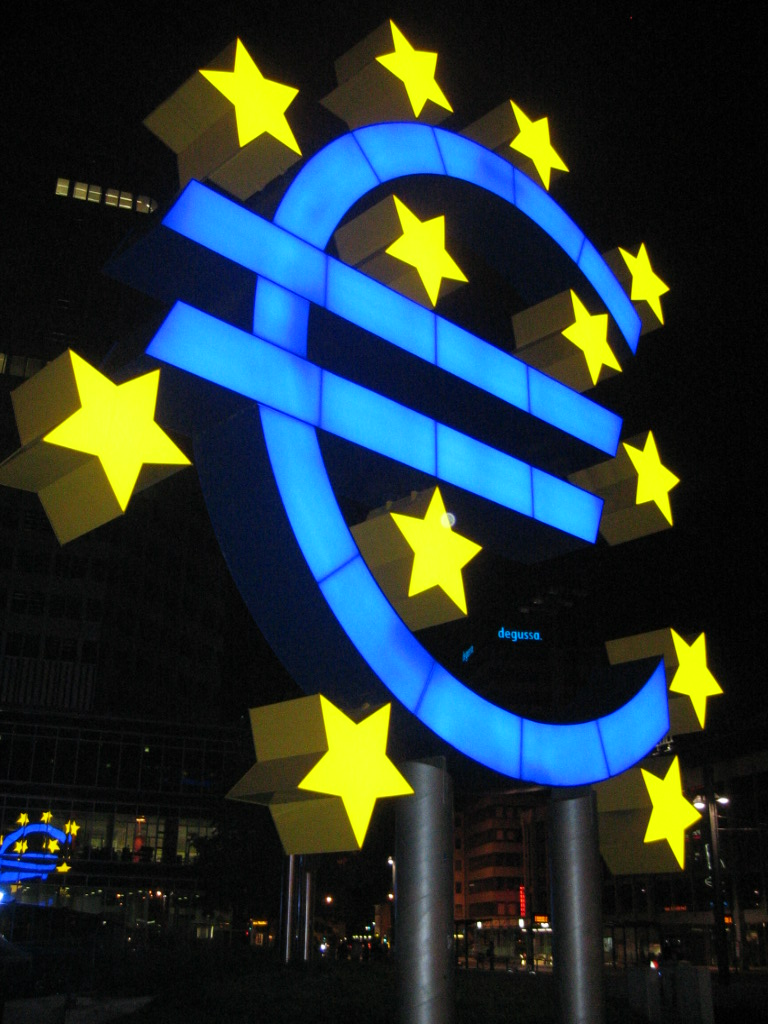
Świetlna rzeźba euro w Europejskim Banku Centralnym we Frankfurcie

Pozycja znaku jest zmienna; częściowo wynika to z braku oficjalnych norm. Poszczególne kraje wypracowały własne standardy lub utrzymały te jakie stosowały dla poprzedniej waluty . Na przykład w Irlandii i Holandii, gdzie znak poprzedniej waluty (odpowiednio £ i ƒ) był umieszczany przed wartością, znak euro także jest umieszczany w tej pozycji.
Nie ma żadnych oficjalnych zaleceń dotyczących stosowania znaku eurocenta i jego stosowanie jest różne. Wartości najczęściej są podawane jako ułamek dziesiętny euro (na przykład 0,05€ lub ,05€ zamiast 5c). Najbardziej powszechnym symbolem eurocenta jest „c”, choć spotyka się czasem „¢” (U+00A2 – CENT SIGN). Inne stosowane skróty to „ct.” (szczególnie w Niemczech), „cent.” w Hiszpanii, „snt” (Finlandia) i Λ (od λεπτό – „lepto” w Grecji).